# Maximiliano Maria Kolbe
São Maximiliano Maria Kolbe nascido Rajmund Kolbe, O.F.M. Conv. (Zduńska Wola, Polônia, 8 de janeiro de 1894 – Auschwitz, 14 de agosto de 1941), foi um padre missionário franciscano da Polônia. Morreu como mártir no campo de extermínio de Auschwitz, como voluntário para morrer de fome no lugar de Franciszek Gajowniczek como castigo pela fuga de um outro prisioneiro, que lhe deu o privilégio de ser aceito pelo Estado de Israel como Justo entre as Nações.
Foi canonizado pelo seu compatriota, o Papa João Paulo II, em 10 de outubro de 1982, na presença de Franciszek, que sobreviveu aos horrores de Auschwitz. O próprio Papa, em numerosos textos, chama-o de “Santo do nosso século difícil”.

## Biografia

### Infância
Batizado como Rajmund Kolbe, era o segundo filho de Juliusz Kolbe e Maria Dąbrowska, integrantes da Ordem Terceira Franciscana e tecelões da cidade de Zduńska Wola. Quando Raimundo tinha 10 anos, teria tido uma aparição de Nossa Senhora, que nunca mais esqueceu. Sua mãe revelou este acontecimento aos confrades de seu filho depois de sua morte, numa carta de 12 de outubro de 1941.
Em 29 de Junho de 1902, Raimundo recebe a primeira comunhão em Pabianice, para onde se transferiu com a sua família.
Em 1907, o Padre Pellegrino Haczela O.F.M.Conv, durante a sua missão em Pabianice, anunciou do púlpito a próxima abertura de um novo seminário em Lwóv. Raimundo e o seu irmão Francisco ouviram a sua homilia e perguntaram como entrar na Ordem dos Frades Menores Conventuais. Lwóv era um território austro-húngaro e para lá chegar eles deveriam atravessar clandestinamente a fronteira, para chegar ao convento.
Depois de 3 anos, passados lá, chega para Raimundo e Francisco o momento de uma decisão séria: iniciar ou não uma vida religiosa. Ambos desejavam servir o exército polonês, lutando por seu país e pela sua Rainha. Quando já estavam decididos de deixar o seminário, enquanto estavam a caminho da sala do Reitor para comunicar a desistência, foram informados que a mãe, Maria Dąbrowska, tinha chegado para visitá-los. Ela fora informar que o irmão mais novo, José, também decidira entrar para ser frade. Para Raimundo, isso foi um sinal da vontade da Imaculada, então iniciou o noviciado.

### Estudos e Sacerdócio
Em 28 de outubro de 1912, Kolbe parte para Roma onde permanece 7 anos no Colégio Seraphicum. No dia 1 de novembro de 1914, depois de 3 anos dos votos temporários, Raimundo emite a profissão solene, se tornando então Frei Maximiliano "Maria" Kolbe. Ele acrescenta "Maria" ao nome religioso, exprimindo a característica de sua espiritualidade.
Em 1914, no ano em que professa os votos perpétuos, o seu pai, mebro da Ordem Terceira Franciscana, que vivia em Czestochowa e tinha uma loja de artigos religiosos, após sua esposa ir viver a vida religiosa, foi feito prisioneiro pela Rússia Czarista e enforcado por eles em Olkusz. A esposa e mãe de São Kolbe foi viver em um convento beneditino de onde escreveu uma carta narrando as experiências místicas do filho.
| “ | "Tremia pela emoção e com lágrimas nos olhos me disse: 'apareceu para mim Nossa Senhora, tendo nas mãos duas coroas: uma branca e outra vermelha. Olhava-me com amor e me perguntou se as queria. A branca significava a pureza e a vermelha o martírio. Respondi que aceitava… Então, Nossa Senhora me olhou com doçura e desapareceu!'. A mudança extraordinária nele para mim atestava a verdade da coisa. Nem sempre era compreendido em cada ocasião, acenava com o rosto radiante a sua desejada morte de mártir. E eu estava pronta, como Nossa Senhora depois da profecia de Simeão.” | ” |

Estudou filosofia durante 3 anos, formando-se em 22 de novembro de 1915, na Pontifícia Universidade Gregoriana. Em seguida, continuou os seus estudos, dedicando-se à ciência e matemática, incluindo trigonometria, física e química; em seguida, ao estudo da teologia na Pontifícia Universidade Teológica de São Boaventura.
Em 1917, jogando futebol, Frei Maximiliano sofreu uma grave hemorragia e foi-lhe diagnosticado tuberculose. No mesmo ano, a Virgem confiou aos três pastorinhos de Fátima uma missão que é o escopo da Milícia da Imaculada (M.I.).
Tornou-se sacerdote, no dia 28 de abril de 1918, na igreja Sant'Andrea della Valle. No dia seguinte, celebrou a sua primeira missa na Igreja de Sant'Andrea delle Fratte, lugar onde a Virgem apareceu e converteu milagrosamente o judeu Alphonse Ratisbonne, em 1842. Esse milagre era uma prova da eficácia da Medalha Milagrosa, que Alphonse Ratisbonne tinha ganho. Frei Maximiliano teve a inspiração de fundar a MI, o movimento dos Cavaleiros da Imaculada e de adotar a mesma medalha como escudo e emblema dos seus cavaleiros.

### Nos passos de São Francisco
Naquela época, ocorria uma fervente atividade anticristã, na qual se destacavam os maçons. Eles estavam especialmente contra o Vaticano, o principal centro da Cristandade e a Sede do Vigário de Cristo. Então, Frei Maximiliano se dá conta de que era necessária uma renovação espiritual para superar esse ataque à sua Igreja Católica Apostólica Romana. Como franciscano, seguiu a fonte do ideal de São Francisco. De fato, a educação recebida na Ordem franciscana, manifestada pela apaixonada defesa do dogma da Imaculada Conceição, teve uma forte influência sobre o desenvolvimento de seu apostolado mariano. Para ele, como para São Francisco, a vocação franciscana significava difundir Cristo em todas as classes sociais e não somente numa vida de santificação pessoal, vista entre os muros de um convento.

### Milícia da Imaculada
A Milícia da Imaculada foi fundada em 16 de outubro de 1917, em Roma, Itália, por sete jovens frades, entre eles, José Pal, Antônio Glowinski, Jerônimo Biasi, Quirico Pignalberi, Antônio Mansi, Henrique Granata e Maximiliano Kolbe. Todos reunidos em um pequeno quarto, no Colégio Seráfico Internacional. Algumas velas, uma imagem, um único ideal: "Conquistar o mundo inteiro a Cristo, sob a mediação e proteção de Nossa Senhora", utilizando todos os meios lícitos, principalmente os meios de comunicação social.
Era noite e Frei Maximiliano Kolbe trazia consigo somente a oitava parte de uma folha de papel. Nela escreveu os principais pontos do movimento que acabava de fundar. "Milícia da Imaculada. Ela esmagará a tua cabeça (Gênesis 3,15). Sozinha venceste todas as heresias no mundo inteiro". Uma jaculatória, uma medalha e a conversão de toda a humanidade, aliás, sua santificação.
São Maximiliano, ao criar o movimento, concebeu três objetivos fundamentais, para seguir com a obra. Sendo eles:
1. (Finalidade): Procurar a conversão dos pecadores, dos hereges, dos cismáticos e, especialmente, dos maçons e dos judeus. Além da santificação de todos sob o patrocínio e por intermédio da B.B.M. Imaculada;
2. (Condições): Oferecimento total de si mesmo, como instrumento em Suas mãos Imaculadas; Levar a Medalha Milagrosa;
3. (Meios): Rezar, fazer penitência, oferecer a Deus os cansaços e os sofrimentos quotidianos da vida; dirigir-se, possivelmente todos os dias, à Imaculada com a jaculatória; "Ó Maria concebida sem pecado, rogai por nós que recorremos a vós, e por todos aqueles que a vós não recorrem, e principalmente os inimigos da santa igreja". Usar qualquer meio válido e legítimo à disposição para a conversão e a santificação dos homens, mas, sobretudo, a imprensa e a medalha milagrosa. Fazer-se, assim, intérpretes esperados do Evangelho e capazes de suscitar escolhas cristãs e vocacionais com a oração, a penitência, o bom exemplo, a cordialidade, a doçura, a bondade, como reflexo das acções da Imaculada

### Retorno à Polônia
Em 22 de julho de 1919, o Padre Maximiliano consegue o doutorado em Teologia e parte para a Polônia, no dia seguinte. Ele estava inscrito no Seminário Franciscano de Cracóvia, para ensinar história da Igreja a partir de outubro. Ansioso em difundir a MI também na Polônia, como fez em Roma, o Padre Kolbe pede a aprovação de seus superiores. O Ministro Provincial concede rápido, bendizendo a iniciativa e, em 20 de dezembro, o bispo Stephen Sapieba aprovou o programa da MI, recomendando a difusão e autorizando a impressão do Estatuto em língua polonesa.
De 11 de agosto de 1920 até 28 de abril de 1921, o Padre Maximiliano ficou internado no Hospital Climático de Zakopane, doente de tuberculose.
Em janeiro de 1922, a MI é aprovada como “Piedosa União da Milícia de Maria Imaculada” pelo Cardeal Basílio Pompilii, Vigário-Geral da Diocese de Roma. Depois, o Padre Maximiliano publicou o 1.º número da revista mensal “Rycerz Niepoklanej”, o Cavaleiro da Imaculada, com 5 mil cópias. Em 20 de outubro, o Padre Kolbe foi transferido para o Convento de Grodno, onde continuou a sua atividade de editor do “Cavaleiro” que começou a imprimir, com a ajuda de dois confrades. O número dos assinantes cresceu, assim também como a qualidade da revista e a aparelhagem tipográfica, que necessitava de um número cada vez maior em outros locais.
Em 1926, os médicos prescreveram uma outra permanência em Zakopane a Padre Kolbe, por se ter agravado o seu estado de saúde, sempre da tuberculose. No dia 18 de setembro, ele parte para Zakopane e os superiores elegem como sucessor o seu irmão Padre Alfonso Kolbe, que o substitui dignamente durante a sua doença. Em 18 de Abril de 1927, o Padre Maximiliano deixou o hospital de Zakopane e voltou para Grodno, onde os esforços de seu irmão deu muito sucesso: não tinha mais ângulos livres. As máquinas ocuparam a cozinha e o refeitório, os corredores estavam repletos de cartas e revistas. Os membros poloneses eram 126 000 e o “Cavaleiro da Imaculada” tinha uma edição mensal de 60 000 cópias. Em junho, o Padre Maximiliano e o Padre Alfonso encontraram-se com o Sr. Srzednicki – administrador-chefe do Príncipe John Drucki-Lubecki, proprietário do terreno que possuía uma grande área em Teresin, perto de Varsóvia, localizada no centro da Polônia, perto da principal linha ferroviária: lugar ideal para um novo convento e um complexo editorial. Porém, o Padre Maximiliano não poderia aceitar uma doação de um lote de terra sem a permissão dos superiores. Entre os dias 19 e 21 de julho, aconteceu um Capítulo Provincial em Cracóvia e o caso foi discutido.

### Niepokalanów
Em 6 de agosto, o Padre Maximiliano abençoou uma estátua da Imaculada no lugar onde haveria de construir o convento. No dia 1.º de Outubro, o Príncipe Drucki-Lubecki firmou o gesto de doação do terreno. No dia 21 de novembro de 1927, o Padre Maximiliano foi nomeado superior do futuro convento a ser fundado: Niepokalanów, a “Cidade da Imaculada”. Ele, então, transfere o Padre Alfonso e outros irmãos para Teresin.
Quando foi pedido o seu parecer sobre a dimensão do cemitério, ele responde:
| “ | "Não é necessário uma área muito vasta de terreno para o cemitério, porque a maior parte dos ossos de seus habitantes repousará nas mais variadas regiões da terra.” | ” |

Em 1929, foi anunciada a abertura de um seminário, para aqueles que desejavam consagrar-se ao ministério sacerdotal, como missionários no país ou fora dele, na Ordem dos Frades Menores Conventuais. Os pedidos foram tão numerosos que foi necessário fundar outro seminário, independente do Instituto de formação dos frades. Quando o Ministro- Geral da Ordem visitou Niepokalanów em 1936, admirou-se:
| “ | "O verdadeiro espírito franciscano, uma fervente devoção através da Imaculada, muito zelo a pobreza e a extrema simplicidade. Entre os confrades havia um intenso espírito de caridade. Reinava uma imensa harmonia, e sobre eles se percebia uma alegria serena e franciscana.” | ” |

Durante o Pontificado de Pio XI, o “Papa das missões”, o Ministro-Geral da Ordem dos Franciscanos Conventuais convidou os frades a dedicarem-se às obras missionárias, segundo o espírito da Regra Franciscana. No dia 25 de janeiro de 1930, o Padre Maximiliano encontrou-se com o Ministro-Geral em Roma, apresentou o seu projeto de uma nova Niepokalanów entre os ateus e foi autorizado a partir para procurar um lugar para esta finalidade. Ele colocava ilimitada confiança na “comunhão dos santos”, ou seja, na solidariedade de todos os “mílites”, sejam vivos ou falecidos.
Antes de retornar à Polônia, confiou a sua obra à intercessão de três dos “sete primeiros” que lhe indicavam o caminho de fé a seguir. No cemitério romano de Verano, visitou a tumba de Padre Antonio Mansi, depois a tumba de Padre Girolano Biasi em Camposampiero, perto de Pádua, e a tumba de Padre Antonio Glowinski em Assis. A sua peregrinação continuou depois em Torino, a São José Cottolengo e São João Bosco, e depois nos santuários marianos que haviam inspiravam a atividade da MI, Lourdes e Paris, em Rue du Bac, onde Santa Catarina Labouré recebeu a Medalha Milagrosa. No dia 1.º de Fevereiro, encontrava-se em Lisieux, para visitar o santuário e o convento de Santa Teresa do Menino Jesus, padroeira das missões.

## Guardião de Niepokalanów
Em 26 de fevereiro de 1930, o Padre Maximiliano parte para o Japão, com quatro confrades: Frei Zeno Zebrowski, Frei Hilary Lysakowski, Frei Sigmund Krol e Frei Severin Dagis. Deixou dois deles em Xangai, na esperança de fundar outra Cidade da Imaculada, e prossegue com os outros em direção ao Japão.
No dia 24 de abril, chegam a Nagasaki. A modesta casa que foi o seu primeiro refúgio foi nomeada por Padre Maximiliano “A Grodno japonesa”. Um mês após a chegada, foi publicado o primeiro número do “Cavaleiro japonês”, Seibo no Kishi, com uma tiragem de 10 000 cópias. Em 12 de junho, o Padre Maximiliano retornou à Polônia para participar do Capítulo Provincial, que deveria informar ao novo Ministro-Geral o desenvolvimento do trabalho no Japão e para obter da Província Franciscana Polonesa uma ajuda maior religiosa e também se possível financeira. O Capítulo Provincial e o Ministro-Geral concederam-lhes o que pretendiam e, no dia 25 de agosto, o Padre Maximiliano retornou para Nagasaki.
Seu irmão, Padre Alfonso Kolbe, fora nomeado guardião de Niepokalanów e editor do Cavaleiro, mas morre prematuramente no dia 3 de dezembro de broncopneumonia, e deixa um buraco incomensurável. Ele fora um fiel intérprete e executor da vontade de seu irmão, no conservar sempre o espírito franciscano de pobreza em Niepokalanów. No dia 4 de março de 1931, o Padre Maximiliano arranjou um terreno barato no pobre quarteirão Hongochi e, no dia 16 de maio, transferiu-se com os frades ao novo convento, Mugenzai-no-sono, o “Jardim da Imaculada”.
Ele gozou de uma especial proteção também no Paraíso, pois de facto foi poupado da fatal explosão da bomba atômica "Little Boy". Sobre o ponto mais alto das construções, foi erguida uma grande estátua da Imaculada, que à noite era iluminada de uma coroa de lâmpadas: era bem visível do quartel e atraiu muitos pagãos em direção a Mugenzai-no-sono. No início de junho de 1932, a Padre Maximiliano partiu de navio de Nagasaki e chegou na Índia, no fim do mês, esperando conseguir fundar uma outra Cidade da Imaculada.
No início, a sua iniciativa foi coroada de êxito, mas logo surgiram dificuldades de vários tipos, e foi impossível fundar a Niepokalanów Indiana antes e durante a Segunda Guerra. Os problemas continuaram também depois da guerra, por causa da nova classe política indiana.
No dia 10 de maio de 1981, o sonho de Padre Maximiliano torna-se finalmente realidade, com o nome “Nirmalaram”, O Jardim da Imaculada.
O Padre Kolbe retornou à Polônia por mar, no dia 23 de maio de 1936, no transatlântico “Conte Rosso”, para encontrar os confrades missionários em Serangai e permanecer na Itália.

## Difusão da MI (Milícia da Imaculada)
Sendo encarregado de promover a difusão da MI em todo o mundo, o Padre Maximiliano trabalhou incansavelmente para organizar a MI e também pensou em introduzi-la no apostolado de sua Ordem. Em 1935, expôs ao Ministro Provincial e, depois, ao Ministro-Geral a proposta de consagrar a Ordem inteira à Imaculada, pedindo que tal moção fosse apresentada e discutida no Capítulo-Geral que aconteceria em Roma no ano seguinte.
No dia 26 de maio de 1936, o Padre Maximiliano deixou o Japão a bordo do navio “Victoria”, para participar do Capítulo Provincial de Cracóvia. Foi eleito pelos seus superiores guardião de Niepokalanów, no dia 16 de julho. O motivo deste encargo foi a sua saúde precária, que piorou com o clima quente e húmido do Japão.
Finalmente, no dia 8 de dezembro, a Ordem Franciscana Conventual consagrou-se a Maria Imaculada. O Capítulo-Geral aprovou a proposta do Padre Maximiliano e decretou a consagração, estabelecendo que fosse renovada em cada ano no dia da Imaculada Conceição. Um ano após, no 10.º aniversário de fundação da Cidade de Maria, Padre Maximiliano obtém a permissão de dirigir-se à nação polonesa e transmite pela rádio nacional. Descreve a história e a atividade da MI e de Niepokalanów. O seu discurso comemorativo provoca numerosos consensos e foi convidado a falar novamente no dia 2 de fevereiro de 1938.
Com o passar dos anos, a produção editorial de Niepokalanów cresceu de modo surpreendente, seja no número dos colaboradores, como no número de publicações. Então o Padre Kolbe deduzia que um meio potente, como o rádio, poderia ser usado para conduzir um maior número de almas a Maria e difundir o Bem. No dia 8 de dezembro de 1938, na Festa da Imaculada, os frades inauguram a estação de rádio SP3RN (Estação Polonesa 3 Rádio Niepokalanów), dispondo somente de uma autorização oral do Governo. Frei Mansuetus Marczewski opera a estação de rádio de Niepokalanów. Depois de poucas transmissões, tiveram que suspender a atividade, por causa da oposição dos inimigos que temiam o sucesso da estação de rádio. O seu interesse pelas comunicações o tornou radioamador, sendo depois de seu falecimento considerado patrono dos radioamadores.

## Morte em Auschwitz
Em 17 de fevereiro de 1941, Maximiliano Kolbe foi preso pela Gestapo. Em 28 de maio de 1941, Padre Kolbe e mais outros 320 presos chegaram à Auschwitz, trazidos de Varsóvia. O número que o identificava entre as autoridades nazistas era 16670.
Em julho do mesmo ano, três prisioneiros conseguiram escapar. O subcomandante Karl Fritzsch, responsável por aquele campo nazista, ordenou que, em represália às fugas, outras dez pessoas fossem levadas para uma cela subterrânea, onde eram privados de luz solar, água e comida. E lá deveriam permanecer até a morte.
Um dos homens selecionados era Franciszek Gajowniczek, que gritou: "Minha pobre mulher e meus filhos que não os volto a ver". Sensibilizado, Kolbe oferece-se para ir no lugar desse homem.
Contudo, ali entre aquelas filas dos salvos da lenta agonia do bunker, naqueles instantes de alívio geral, nasceu num homem a mais inesperada das decisões. O homem saiu das fileiras — era o «número 16670» — e com passo decidido dirigiu-se para o comandante do campo. Como um sopro de vento, um leve murmúrio passou de um «bloco» a outro por todas as filas do grande quadrado. […] o terrível Lagerführer Fritsch, vendo vir ao seu encontro, com passo firme, aquele homem inerme, deu um salto para trás, sacando fulmineamente do coldre a «P. 38» de longo cano. «Alto! — berrou com voz sufocada — Que quer de mim este sujo polaco?». Tirou o gorro e pôs-se com dignidade na posição de sentido diante do comandante do campo. Estava calmo e sorridente, com aquele olhar doce; alto, até o ponto que a magreza o tornava esguio; pálido, que parecia diáfano; e a cabeça ligeiramente inclinada à esquerda. Disse, com voz quase sumida: «Queria morrer no lugar de um daqueles», e fez um sinal com a mão na direção do grupo dos dez condenados ao bunker, cercados pelos verdugos. No olhar possesso de «Cabeça de mastim» Lagerführer Fritsch passou a sombra do espanto. Aquilo que ouvira superava a tal ponto a sua capacidade intelectiva que teve, por alguns momentos, a dúvida de sonhar. […] «Warum?» (Por quê?). […] «Já sou velho e não sirvo para nada. A minha vida para nada mais se aproveita … ». «E por quem você quer morrer?» balbuciou Fritsch cada vez mais pasmado. «Por aquele. Tem mulher e crianças … » e apontou com o dedo, além da cerca dos capacetes de aço dos SS, o sargento Francisco Gajowniczek, ainda soluçando com as mãos apertadas à fronte. «Mas quem é você?» berrou Fritsch. «Um padre católico»
Na cela, Kolbe celebrava a missa e cantava hinos todos os dias. Ele oferecia conforto aos outros presos, encorajava-os, dizendo-lhes que em breve estariam com Maria no céu.
Cada vez que os guardas verificam a cela, ele estava lá em pé ou de joelhos, no meio, a olhar calmamente para aqueles que entravam. Segundo Bruno Borgowiec, "secretário-intérprete-coveiro" dos oficiais nazistas, Kolbe e os demais presos rezavam o tempo todo:
Na cela daqueles miseráveis havia rezas diárias, rosários e cânticos, dos quais participavam os presos em celas vizinhas... Tinha a impressão de estar numa igreja. O frei Kolbe liderava, e os outros presos respondiam em uníssono. Eles estavam tão envolvidos na reza que nem sequer ouviam a chegada dos inspetores da SS.
Após duas semanas de desidratação e fome, só Kolbe e outros três prisioneiros permaneciam vivos. Os guardas queriam a cela vazia e deram a Kolbe uma injeção letal de ácido carbónico. Bruno Borgowiec testemunhou o momento:
Frei Maximiliano Kolbe, desnudo, esquelético como um crucifixo românico, estava ainda sentado na posição dos últimos três dias, com a cabeça levemente inclinada para a esquerda, a suavidade dum sorriso nos lábios, os braços abandonados sobre o corpo, as costas apoiadas na parede do fundo.  Diante dele, três corpos descarnados pela fome e pela sede, estendidos no chão sem sentidos, mas ainda vivos.  O Dr. Boch moveu-se, frio, impassível, em direção dos quatro últimos sobreviventes da longa agonia de vinte e um dias. Pôs um joelho ao chão, amarrou o laço hemostático no braço esquerdo do primeiro, enfiou a agulha na veia, desfez o laço e comprimiu o êmbolo. Repetiu, depois, a mesma operação nos outros dois que jaziam ao solo, e cada vez, antes mesmo que a agulha fosse extraída da veia, o ácido fênico injetado já havia cumprido sua obra. A imobilidade da morte o testemunhava. Agora era a vez de Maximiliano Kolbe. O carrasco de uniforme branco levantou-se e dirigiu-se até ele. Então <<frei Kolbe — contara Bruno Borgoviec — com uma prece aos lábios ofereceu, ele mesmo, o seu braço ao algoz. Eu não pude mais resistir, os meus olhos não quiseram mais ver e, murmurando um pretexto — que devia trabalhar no escritório — fugi … »
Seus restos foram cremados no dia 15 de agosto, o dia da festa da Assunção de Maria.

## Legado
Fundador do Milícia da Imaculada que criou um boletim de enorme tiragem entre outros meios de divulgação da ação cristã, pelo seu apostolado, é considerado o patrono da imprensa. É igualmente visto como padroeiro especial das famílias em dificuldade, dos que lutam pela vida, da luta contra os vícios, da recuperação da droga e do alcoolismo; é considerado também padroeiro dos presos comuns e políticos. Foi canonizado por João Paulo II como "mártir da caridade". Em julho de 1998, a Igreja de Inglaterra ergueu uma estátua de Kolbe frente à Abadia de Westminster, em Londres, como parte de um conjunto monumental dedicado à memória de dez mártires do século XX.